# Santa Rosa Rural Cemetery

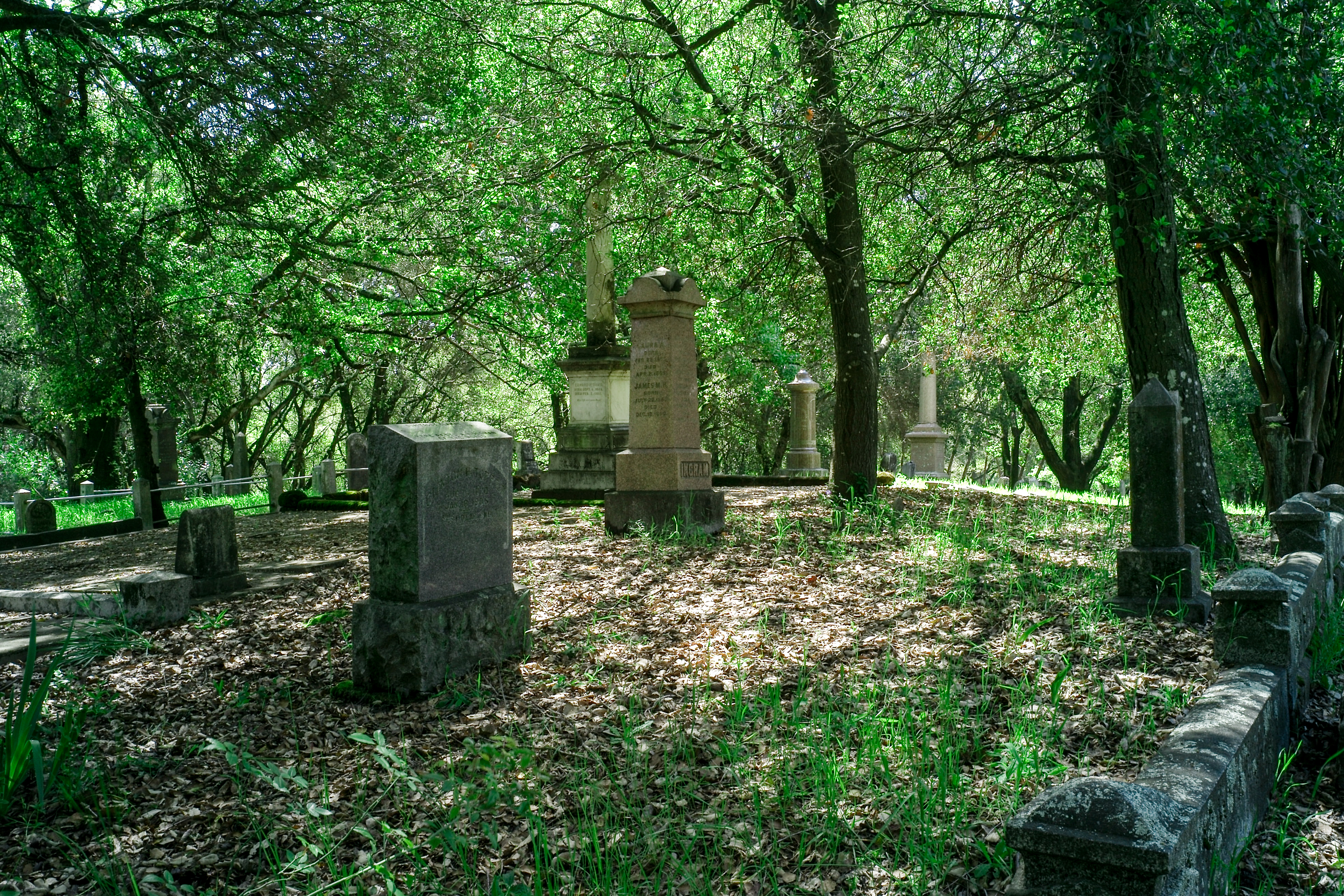
Der Santa Rosa Rural Cemetery im April 2012.

Der Santa Rosa Rural Cemetery ist ein städtischer Friedhof in Santa Rosa, Kalifornien. Er wurde im Jahr 1854 angelegt und umfasst heute rund 5.500 Begräbnisstätten. Im Jahr 1997 wurde der Friedhof in das Register der California Historical Landmarks aufgenommen.

## Geschichte
Das Land, auf dem heute der Friedhof liegt, gehörte ursprünglich Doña Maria Ignacia de la Candelaria Lopez Carrillo (1793–1849), einer der frühesten Siedlerinnen Santa Rosas. Die verwitwete Doña Maria Carrillo war 1837 auf Einladung ihres Schwiegersohns General Mariano Guadalupe Vallejo (1807–1890) mit ihren Kindern nach Nordkalifornien gekommen und hatte ein 8.800 Acres großes Stück Land von der mexikanischen Regierung erhalten. Dieses Land umfasste ungefähr die Fläche der heutigen Stadt Santa Rosa.
Doña Maria Carrillos Sohn Julio Carrillo verkaufte das Grundstück zwei Jahre nach dem Tod seiner Mutter an Olivier Beaulieu, der es 1854 für das erste Begräbnis freigab. Die erste Bestattung war vermutlich diejenige von Thompson W. Mize (1823–1854), der in der Nacht vom 21. November 1853 „stark angetrunken“ in einem kleinen Teich nahe dem Santa Rosa Creek südlich des heutigen Courthouse Square im Alter von 31 Jahren ertrank. Der Name „Santa Rosa Rural Cemetery“ (dt. ländlicher Friedhof von Santa Rosa) verweist auf den Umstand, dass der Friedhof Teil eines im 19. Jahrhundert einsetzenden Trends zu parkähnlichen Begräbnisstätten ist.
Bis 1930 wurden Teile des ursprünglichen Grundstückes verkauft und drei weitere Friedhöfe (Stanley, Moke, und Fulkerson Cemetery) in der Nähe angelegt. Diese Friedhöfe gehören heute zur Gesamtanlage des Santa Rosa Rural Cemetery. Im Jahr 1965 wurde die Santa Rosa Rural Cemetery Association gegründet, und im Jahr 1979 übernahm die Stadt Santa Rosa die vier Friedhöfe.
Nachdem der Friedhof über Jahrzehnte hinweg verfallen war, gründeten Ehrenamtliche im Jahr 1994 ein Restoration Committee, das es sich zur Aufgabe gemacht hat, den Friedhof zu pflegen und die Begräbnisstätten zu restaurieren. Heute organisiert dieses Freiwilligenkomitee in den Sommer- und Herbstmonaten Führungen, die Interessierte in die Geschichte der Anlage und der auf dem Friedhof Begrabenen einführen.

## Gräber und Gedenkstätten (Auswahl)
| Person(en)                   | Bedeutung | Todesjahr | Bild der Grabstätte |
| Opfer des Erdbebens von 1906 | Direkt am heutigen Eingang des Friedhofes befindet sich eine Gedenkstätte für die 75 in Santa Rosa getöteten Opfer des großen Erdbebens vom 18. April 1906. In direkter Nähe der Gedenkstätte befinden sich anonyme Gräber für diejenigen Opfer, die nicht identifiziert werden konnten. Viele der übrigen Opfer sind auf den privaten Familiengrabstätten des Friedhofes begraben.               | 1906      |                     |
| Colonel James Armstrong      | James Armstrong (1824–1900) ist der ranghöchste Offizier des Sezessionskrieges, der auf dem Friedhof begraben ist. Er betätigte sich von 1874 an in der Holzwirtschaft Sonomas und spendete 1880 eine mit Küstenmammutbäumen bestandene Fläche von 490 Acres als ersten Teil des heute 805 Acres (entspricht rund 326 Hektar) umfassenden Schutzgebiets Armstrong Redwoods State Natural Reserve. | 1900      |                     |
| Albert Perry ‚Boss‘ Overton  | Im Jahr 1873 gründete Overton das zweite Bankhaus Santa Rosas. 1886 übte er das Amt des Bürgermeisters der Stadt aus. | 1898      |                     |
| Natale Bacigalupi            | Der aus Genua stammende Natale Bacigalupi (1861–1962) war einer der Direktoren der Bank of Italy, heute Bank of America. | 1962      |                     |
| Dr. Annabel McGaughey Stuart | Im Sezessionskrieg diente Annabel McGaughey Stuart (1840–1914) als Ärztin. Später war sie Santa Rosas erster weiblicher Arzt. Ihre Patienten nannten sie ‚Dr. Dear‘. | 1914      |                     |
| Mark Lindsay McDonald        | Die McDonalds waren lange Jahre eine der prägenden Familien in der Geschichte der Stadt Santa Rosa. Mark Lindsay McDonald, Besitzer der ersten städtischen Wasserwerke war zugleich der Gründer der (heute nicht mehr existierenden) Straßenbahn von Santa Rosa und einer der bedeutendsten Bürger in der frühen Geschichte der Stadt.                                                            |           |                     |
| Manville Doyle               | Manville Doyle (1831–1916) gründete 1890 gemeinsam mit seinem Sohn Frank die Exchange Bank. Bis heute vergibt der Doyle Scholarship Fund der Familie Stipendien an Studierende des Santa Rosa Junior College. | 1916      |                     |
| Alvina Nussbaum              | Alvina Nussbaum arbeitete als Köchin auf der Ranch des Schriftstellers und Journalisten Jack London in Glen Ellen. | 1918      |                     |
| Fujimoto                     | Der Fujimoto-Grabstein ist einer der wenigen Grabsteine für die zahlreichen aus Asien stammenden Einwohner in der Geschichte der Stadt Santa Rosa. Chinesen waren von Begräbnissen auf dem Santa Rosa Rural Cemetery ausgeschlossen. |           |                     |